# البديرية (نهر)
نهر البديرية هذا إسمه القديم، وبعدها عرف باسم الفيصلي، ولاحقاً أطلق عليه (جدول الحيرة). وهو أحد أنهر الجعارة. وأنهر الجعارة هي: نهر البكرية ونهر جحات، ونهر أبو صافي، ونهر الحميدية، ونهر البديرية، ونهر الهاشمي، ان نهر البديرية يحمل ماؤه من الفرات ماراً ببلدة الحيرة وكانت تسمى الجعارة سابقاً، فيشطرها إلى شطرين، ومنها يذهب فيسقي بساتينها، ومن ثم ينتهي ليصب في بحر النجف في أراضي الغزالات، والدعوم، وغيرهم. وفي حدود سنة 1955م، طهرت الحكومة هذا النهر، ثم مددته في سنة 1963م، إلى نهاية بحر النجف إلى المكان المعروف باسم الفتحة، ويقع على جهتي هذا النهر البالغ عرضه ستة أمتار عدة تلال أثرية منها: تل المنبطح، وتل أبو الدبيغ، وتل الصنين، وتل أم حصاني وغيرهما.